# Vélocio
Cet article concerne Paul de Vivie dit Vélocio. Pour la montée Vélocio, course de côte chronométrée de 12,788 kilomètres et courue en sa mémoire chaque année au mois de juin dans les environs de Saint-Étienne, voir Vélocio (montée).
Paul de Vivie dit Vélocio (29 avril 1853 - 4 mars 1930) est la figure emblématique du cyclotourisme français. Vélocio est son pseudonyme littéraire. Ce pseudonyme évoque le vélo et la vitesse, il peut se traduire par « celui qui va vite à vélo ».

## Biographie
Paul de Vivie est né le 29 avril 1853 dans la ville de Pernes-les-Fontaines, Vaucluse. Son père, Edmond de Vivie était un gentilhomme gascon descendant d'une vieille famille noble, originaire de La Sauvetat-du-Dropt (Lot-et-Garonne) et, après une carrière militaire, a exercé le métier de Maître des Postes. Sa mère, Marthe Roman, était arlésienne et mourut lorsqu'il avait 5 ans.
Il vécut à Tarascon, Meyzieu, fit ses études secondaires à Lachassagne près de Lyon jusqu'en 1870. Il entra dans l'industrie de la soierie comme courtier et, ses patrons lui témoignèrent leur confiance en lui permettant de créer une filiale à Saint-Étienne, mais c'est à Lyon qu'il se marie avec Laurence Burnoud en 1876.
Il enfourcha en 1881 sa première bicyclette, un grand bi, afin de fuir la grande ville et la même année devint secrétaire du Club des cyclistes stéphanois. Il organisa la première course de la région le 9 juillet 1882.
Son commerce de soierie l'amena souvent en Angleterre dont il put apprécier la haute qualité de l'industrie du cycle. Prévoyant l'avenir de cette activité en France, il fonda en 1886 « l'Agence Générale Vélocipédique » et en 1892 la manufacture Stéphanoise de Cycles « La Gauloise ». Il créa également en 1887 la revue Le Cycliste forézien qui devint Le Cycliste en 1888.
En 1889, Vélocio milita pour la création d'un Touring club de France, sur le modèle du Cyclists Touring Club (en) anglais. Malgré des accusations de clubs y voyant une concurrence, le TCF compta plus de 500 membres en 1890.
Visionnaire, il créa dès 1894 un service de coursier à vélo nommé « L'Express-Cyclistes » à l'usage des entreprises et des particuliers « qui auraient des plis importants ou des paquets légers et peu encombrants à porter ».
Influencé par la pensée de Sénèque et d'Epicure, Vélocio prônait le retour à une vie simple, saine et naturelle ; il devint un adepte de la sobriété heureuse et célébra les beautés de la Nature. Il affirmait avec force que le vélo était avant tout un formidable instrument de perception du monde, un outil permettant à l’homme de donner toute sa mesure. Il démontra comment la pratique raisonnée du cyclisme pouvait façonner notre caractère. En ce sens, il peut être considéré comme le premier philosophe du vélo, le précurseur des « vélosophes ».

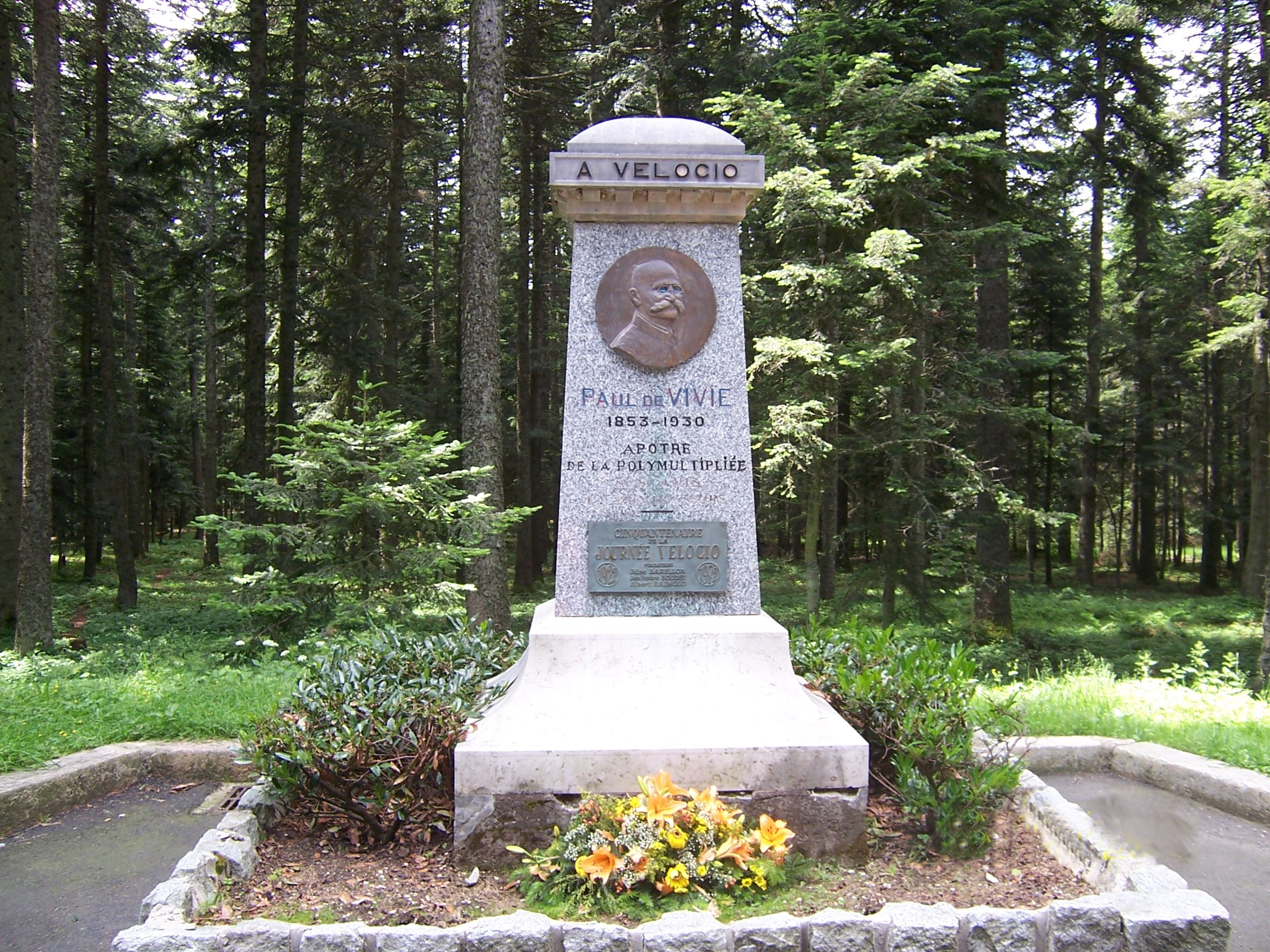
Monument au col de la République

Il fut renversé par un tramway le 27 février 1930 et mourut le 4 mars 1930  à Saint-Étienne, d'une fracture du crâne et sans avoir repris connaissance. Un monument lui est dédié au col du Grand Bois (ou col de la République), sur la nationale 82, à 17 kilomètres de Saint-Étienne. C'est aujourd'hui le point d'arrivée de la montée Vélocio, course chronométrée organisée chaque année depuis le rond-point Paul de Vivie à Saint-Étienne par les bénévoles du Comité Vélocio. La première épreuve a eu lieu le 11 juin 1922.
Il est enterré au cimetière de Loyasse, à Lyon. Sur sa plaque commémorative : « À leur maître vénéré, les cyclotouristes stéphanois ». Dans les années 1960 fut posée une plaque comportant une erreur. Elle était gravée ainsi : « Hommage à Vélocio des sociétés lyonnaises de cyclotouriste ».

## Ses activités
Amateur de grandes randonnées, il effectuait 20000 kilomètres par an à vélo et réalisait des étapes de 40 heures. Il fut à l'origine des « Diagonales de France ». Il parcourut de nombreuses fois de grandes distances, telles que ces 660 kilomètres entre la France, la Suisse et l'Italie en 1900 (9 000 mètres de dénivelé). Il fut également l'initiateur de grandes rencontres amicales comme « Pâques en Provence » à partir de 1924.
C’était un passionné de la « petite reine » en tant que loisir. C’est lui qui a inventé le nom de cyclotourisme. Il a eu une inlassable activité pour promouvoir cette pratique qu'il aimait passionnément par des articles dans la revue Le cycliste qu’il avait créée. Cette revue lui a survécu et elle était devenue la plus ancienne publication sportive française avant de disparaître à son tour en 1973.
Vélocio s'intéressa à l'espéranto. Ce langage, fondé sur le rapprochement entre les peuples, fut utilisé par de nombreux cyclotouristes avant 1914 dans leurs voyages à l'étranger.
Dès 1897, il fut également un fervent adepte du végétarisme et prouva qu'on pouvait pédaler énergiquement et vivre longtemps avec ce régime alimentaire.
Industriel, fondateur de manufactures de cycles, c’est lui qui a inventé ou amélioré le cadre sans raccords, le pédalier, les moyeux détachables, l'ajustabilité de la roue dentée du pédalier à toutes les lignes de chaînes, le cadre équiangle et, surtout, le dérailleur.

## L’amélioration du dérailleur
En ce qui concerne le dérailleur, Paul de Vivie était désireux que la bicyclette soit le plus commode possible pour les cyclotouristes. Il mettra au banc d'essai de multiples machines à changements de vitesse (avec bichaîne, chaîne flottante...). Il s'intéressera à toutes les expériences faites en ce domaine et se battra pour la « polymultiplication » ou « changements de vitesse ». Ses amis avaient baptisé le résultat de ses recherches « le tas de ferraille ». Celui-ci est visible aujourd'hui au musée d'art et d'industrie de Saint-Étienne.
C’est à Chanteloup en 1913 qu’eut lieu pour la première fois la course de la « Polymultipliée » où les coureurs expérimentèrent divers systèmes de changements de vitesse.

## Les 7 commandements de Vélocio

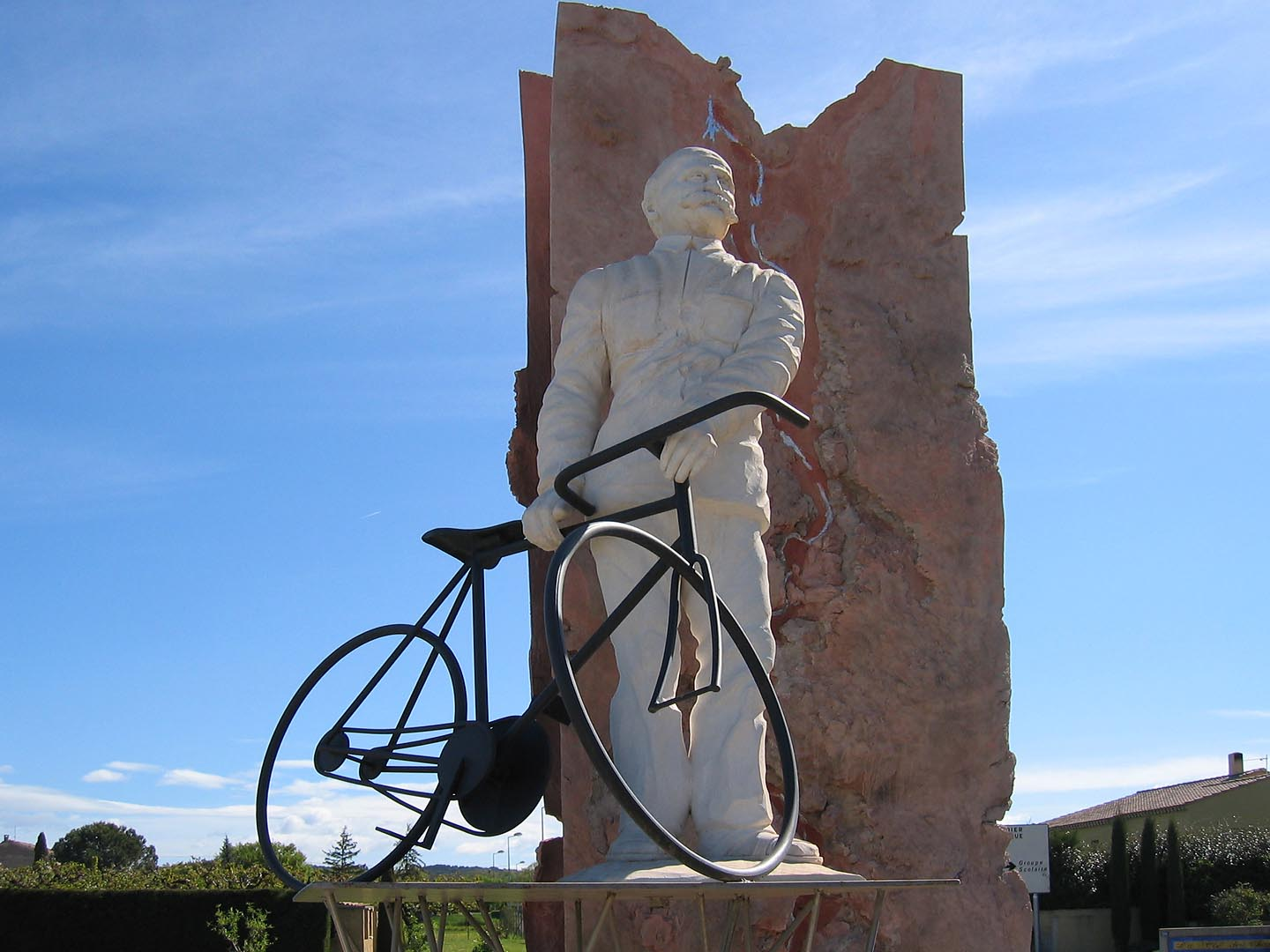
Monument à Vélocio, à la sortie de Pernes-les-Fontaines

Il fut précurseur en diététique en démontrant à son époque que l'on pouvait rouler longtemps (il faisait des étapes de 40 heures), en suivant quelques règles élémentaires de pratique et d'hygiène. Ses « sept commandements » sont restés en mémoire et demeurent encore aujourd'hui des préceptes à suivre pour rouler bien et longtemps.
Les 7 commandements de Vélocio
1. Haltes rares et courtes, afin de ne pas laisser tomber la pression.
2. Repas légers et fréquents : manger avant d'avoir faim, boire avant d'avoir soif.
3. Ne jamais aller jusqu'à la fatigue anormale qui se traduit par le manque d'appétit et de sommeil.
4. Se couvrir avant d'avoir froid, se découvrir avant d'avoir chaud et ne pas craindre d'exposer l'épiderme au soleil, à l'air, à l'eau.
5. Rayer de l'alimentation, au moins en cours de route, le vin, la viande et le tabac.
6. Ne jamais forcer, rester en dedans de ses moyens, surtout pendant les premières heures où l'on est tenté de se dépenser trop parce qu'on se sent plein de forces.
7. Ne jamais pédaler par amour-propre.

## Citations
- 1890 « La bicyclette sera le cheval des humbles, le moyen de locomotion économique et pratique par excellence qui leur permettra de se déplacer à moindre frais, soit pour le travail, soit pour les excursions touristiques.»
- 1898 « Je suis moi-même un primitif m'efforçant d'élaguer de l'existence toutes les complications extérieures, à mon avis inutiles, recherchant avant tout la vie simple, et ne tenant pour plaisirs dignes de l’homme que ceux qui naissent de nous-mêmes, qui ont leur source dans la trinité humaine, l’âme, l’esprit et le cœur. »
- 1903 « Envers et contre toutes les apparences, je persiste à croire que l'homme est originellement bon et plus disposé à rendre service à son semblable qu'à le dépouiller. »
- 1903 « La bicyclette n'est pas seulement un outil de locomotion ; elle devient encore un moyen d'émancipation, une arme de délivrance. Elle libère l'esprit et le corps des inquiétudes morales, des infirmités physiques que l'existence moderne, toute d'ostentation, de convention, d'hypocrisie – où paraître est tout, être n'étant rien – suscite, développe, entretient au grand détriment de la santé. »
- 1907 « Simplifions-nous l’existence, ne nous créons pas de besoins factices, ne nous faisons pas les esclaves de conventions le plus souvent ridicules, n’ayons souci réel que de notre santé physique et morale et souvenons-nous que chacun porte en soi la source de son propre bonheur. »
- 1912 « Aussi y a-t-il deux façons de devenir riche. Celle qui nous pousse à entasser des richesses de toutes sortes, puis celle qui nous engage à rayer de notre vie tous les besoins inutiles, et cette dernière méthode nous octroie, par surcroît, la bonne santé, dont la première, au contraire, nous prive.»

## Documentaire
- Lettre à Velocio (26 min, 2024), coréalisation Claude Marthaler et Olivier Meissel avec Claude Marthaler et Matthieu Allereau sur les traces de Charles de Vivie[3]